# ルウィ語
ルウィ語（）はインド・ヨーロッパ語族アナトリア語派に属する言語。
紀元前16世紀から紀元前7世紀までの資料がアナトリア半島南部からシリアにかけての広い範囲に残っている。
同じ語派に属するヒッタイト語と共通する点も多いが、はっきりと異なった言語である。

## 概要

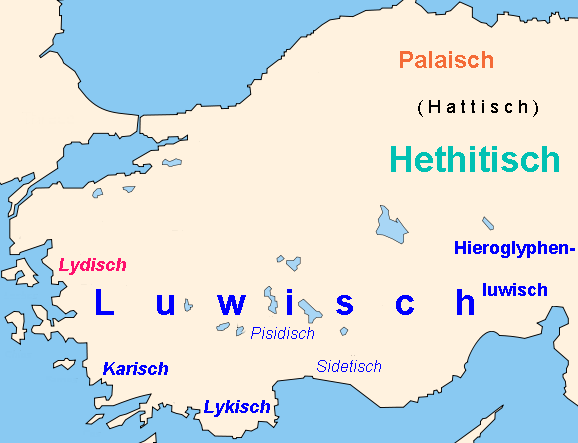
アナトリア語派のおおよその地理的分布

ルウィ語文書は2種類の文字で記されている。ひとつはヒッタイト語と同様の楔形文字で、もうひとつは独特のアナトリア象形文字で書かれている。この2つは分布、時代、内容において異なっており、言語にも違いがあるものの、同一の言語の方言の関係にある。楔形文字資料はごく限られている。

## 楔形文字ルウィ語
楔形文字ルウィ語の粘土板はヒッタイト帝国の首都であるハットゥシャから発見されたが、1ダース程度しか存在せず、その内容はわずかな例外を除いて、病気治療や護国の祭儀に関するものである。時代はヒッタイト語と同様に紀元前16-13世紀に属するが、大部分は紀元前14世紀以降のものである。このほか、ヒッタイト語文書の中に多数のルウィ語の単語の引用とルウィ語からの借用語があるが、両言語が近い関係にあるために、ヒッタイト語固有の語彙とルウィ語からの借用語を区別するのは難しい。
1919年、エミール・フォラーは、「ボアズキョイ碑文の8つの言語」という論文を発表し、これらの粘土板の中にアッカド語やヒッタイト語のほかに、ヒッタイト語に近い言語としてルウィ語やパラー語があることを明らかにした。

## 象形文字ルウィ語
象形文字ルウィ語は大部分が石に刻まれており、記念碑的な内容を持つが、その中には長文の歴史的な内容を記したものもあり、また鉛板に書かれた書簡や経済関係の文書も残っている。紀元前15世紀の印章が最古だが、大部分は名前と官位、および表意文字しか記されておらず、何語を書いたものか明らかでない。紀元前14-13世紀にルウィ語とわかる少量の資料が残るが、大部分はヒッタイト帝国滅亡後の紀元前10-7世紀のものである。資料はアナトリア半島南部や北シリアのものが主であるが、ボアズキョイを含むアナトリア中央部からも発見されている。
アナトリア象形文字による表記は楔形文字以上に制約が多く、音節末の子音を表すために余計な母音を加える必要がある。母音の a と i は多くの場合区別されない。また、子音の前の鼻音は表記されず、子音や母音の長短、子音の無声・有声などは区別せずに記される。
アナトリア象形文字は楔形文字より早く19世紀から知られており、アーチボルド・セイスが最初に解読の試みを行った。実際の解読は1930年代にイグナス・ゲルブ、ピエロ・メリッジ、エミール・フォラー、ベドジフ・フロズニーらによって進められた。第二次世界大戦後の1947年にカラテペでヘルムート・ボッセルトがアナトリア象形文字とフェニキア文字の2言語碑文を発見し、1970年代にジョン・デービッド・ホーキンズ、アンナ・モルプルゴ・デービス、ギュンター・ノイマンは文字の音価を大幅に変更した。この変更により、象形文字ルウィ語と楔形文字ルウィ語がきわめて近い言語であることが明らかになった。

## 音声
ルウィ語の母音は /a i u/ の3つであり、また長短を区別する。ヒッタイト語と異なって /e/ はなかった。アナトリア象形文字の制約によって a と i のどちらであるかが不明な場合、やむを得ず「a/i」と翻字される。
半母音には y /j/ と w があった。
子音は以下のものがある。/ħ ʕ/ はそれぞれ -ḫḫ- -ḫ- と翻字されるいわゆる喉音だが、軟口蓋音 /x ɣ/ かもしれない。
|        | 両唇音 | 歯茎音 | 軟口蓋音 | 咽頭音 |
| ------ | ------ | ------ | -------- | ------ |
| 破裂音 | p b    | t d    | k g      |        |
| 破擦音 |        | z [ts] |          |        |
| 摩擦音 |        | s      |          | ħ ʕ    |
| 鼻音   | m      | n      |          |        |
| 流音   |        | l r    |          |        |

象形文字ルウィ語では、楔形文字の d（しばしば l も）が r に変化している。
ルウィ語では、インド・ヨーロッパ祖語の硬口蓋音 *k̑ が z /ts/ に変化している。これはヒッタイト語との大きな違いである。

## 形態論
ルウィ語の文法は基本的にヒッタイト語によく似ている。
楔形文字ルウィ語の名詞は単数と複数、生物と無生物の2つの性がある。男性と女性の区別は痕跡的に残っているという。格は主格、呼格（単数のみで、使用はまれ）、対格、与格＝処格、奪格＝具格の5つがある。格語尾はインド・ヨーロッパ語族の他の言語のものと基本的に一致するが、ヒッタイト語と異なり、複数形では新たに発達した形を持っている。
名詞が別の名詞を修飾するときに、属格のかわりに -assi- を加えて関係形容詞化することはルウィ語の大きな特徴で、ヒッタイト語とは異なっている。象形文字ルウィ語には単数属格が少しあるが、通常は楔形文字ルウィ語と同様に形容詞形を使う。リュキア語、カリア語、ピシディア語、シデ語、リュディア語 （-ali- を使用）などの西方アナトリア諸語も同様の特徴を持つ。
象形文字ルウィ語では複数形で主格と対格が区別されない。また、無生物の主格・対格には必ず助辞 -sa/za が加えられる（楔形文字ルウィ語でも加えられることが多い）。
数詞は通常表語文字で表記されるために語形がよくわからない。
動詞はヒッタイト語と同様に人称と数、時制（現在と過去）、法（直説法と命令法）、態（能動態と中動受動態）で変化する。ほかに分詞と不定詞がある。ヒッタイト語と同様にmi活用とḫi活用の区別がある。

## 統辞論
ルウィ語は基本的にSOV型だが、強調のために要素を前に出したり、動詞の後ろに持っていったりすることができる。形容詞は原則として修飾する語の前に置かれ、前置詞と後置詞の両方を持つ。
多様な接語を持っていて、文の最初の要素の後に置かれるのはヒッタイト語と同様である。

## 語彙
スワデシュ・リストのうちでルウィ語に確認される語彙は51語あり、うち39語（80%）がインド・ヨーロッパ語に由来する。フルリ語からは技術・祭祀関係のまとまった量の借用語が見られる。

## トロイア仮説
ルウィ語は、トロイア人が話していた言語の有力な候補の一つと推定されている。
1995年にトロイVIIでルウィ語の双凸印章が発見されて以来、「ホメロスのトロイ」で話されていた言語に関する激しい論争が展開されてきた。テュービンゲン大学のフランク・シュタルケは、[トロイア戦争]]当時のトロイの王プリアモスの名称が、ルウィ語の複合語”Priimuua”（「並外れて勇敢な」を意味する）と関連していると示した。「ウィルサ/トロイが比較的広範なルウィ語話者のコミュニティに属していたことは確実視されつつある」が、ルウィ語が主に公式言語として使用されていたのか、日常における口語として用いられていたのかは、未だ明確な定説が存在しない。